# Війна з примусу
Війна з примусу — драма 2008 року.

## Сюжет
Герой іракської війни сержант Брендон Кінг, віддавши борг батьківщині сповна, повертається додому, в маленьке техаське містечко. Брендон спробує повернутися в русло того життя, яким він жив до війни, проте йому не дадуть такої можливості: дядько Сем знов призве героя під свої прапори — і знову в Ірак.